# بخش ترووناملائی
بخش ترووناملائی (به انگلیسی: Tiruvannamalai district) یک بخش در هند است که در تامیل نادو واقع شده‌است. بخش ترووناملائی ۶٬۱۹۱ کیلومتر مربع مساحت و ۴۱٬۶۴٬۸۷۵ نفر جمعیت دارد.